# Куликовське сільське поселення (Краснослободський район)
Кулико́вське сільське поселення (рос. Куликовское сельское поселение) — муніципальне утворення у складі Краснослободського району Мордовії, Росія. Адміністративний центр — село Куликово.

## Населення
Населення — 505 осіб (2019, 636 у 2010, 634 у 2002).

## Склад
До складу поселення входять такі населені пункти:
| Населений пункт               | Населення, осіб (2002) | Населення, осіб (2010) |
| ----------------------------- | ---------------------- | ---------------------- |
| Біликовські Виселки, присілок | 5                      | 2                      |
| Заберезово, село              | 133                    | 119                    |
| Куликово, село                | 464                    | 491                    |
| Синяково, присілок            | 32                     | 24                     |